# Precis caffraria
Precis caffraria är en fjärilsart som beskrevs av Otto Staudinger 1885. Precis caffraria ingår i släktet Precis och familjen praktfjärilar. Inga underarter finns listade i Catalogue of Life.